# روابط پاکستان و ژاپن

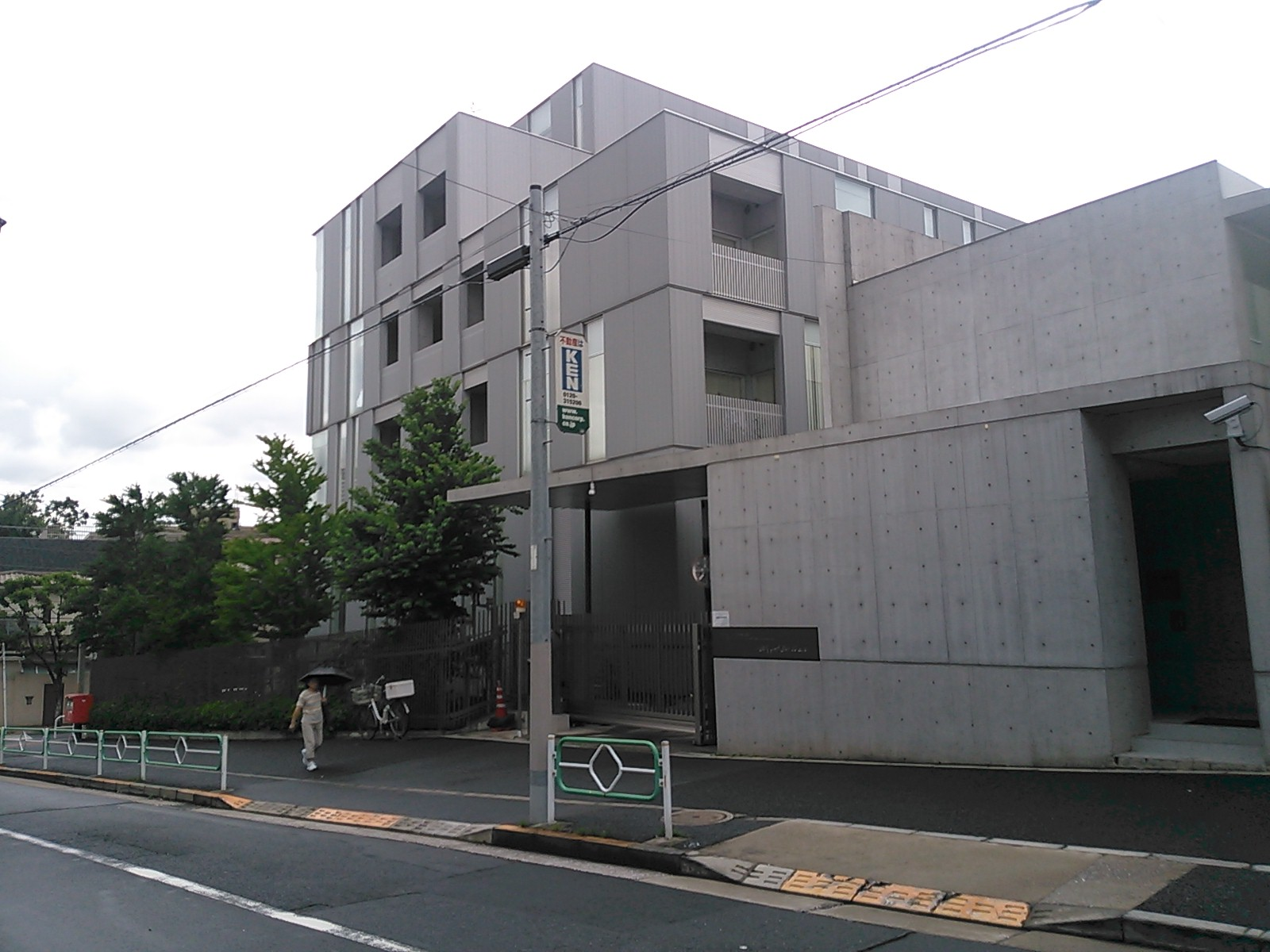
سفارت پاکستان، توکیو

روابط ژاپن و پاکستان، اشاره به روابط دو جانبه بین ژاپن و پاکستان دارد. ژاپن جز اولین کشورهایی بود که حاکمیت پاکستان را به رسمیت شناخت، سه روز پس از استقلال این کشور در ۱۴ اوت ۱۹۴۷ این کار را انجام داد. روابط دیپلماتیک این دو کشور پس از پایان اشغال ژاپن توسط متفقین به‌طور رسمی در آوریل ۱۹۵۲ برقرار شد. پاکستان نقش عمده ای در کمک به رفع اشغال و همچنین بازسازی اقتصاد ژاپن از طریق صادرات گسترده و چشم پوشی از غرامت جنگی که ژاپن به این کشور بدهکار بود، ایفا کرد. روابط دو کشور از طریق جنگ سرد به دلیل اتحاد پاکستان با بلوک غربی تحت رهبری آمریکا، که ژاپن بخشی از آن بود، تقویت شد. روابط ژاپن و پاکستان به‌طور کلی پایدار مانده‌است، به استثنای دوره زمانی که هند و پاکستان به دلیل آزمایش سلاح‌های هسته ای خود در سال ۱۹۹۸ تحت تحریم‌های ژاپن قرار گرفتند. پس از آن پاکستان بیش از ۲۶۰ میلیارد ین کمک و کمک از ژاپن و همچنین ۳ میلیارد ین سرمایه‌گذاری کرد. از سال ۲۰۱۵، حدود ۲۰۰۰ تبعه ژاپنی در پاکستان اقامت دارند در حالی که حدود ۱۲۷۰۸ تبعه پاکستانی در ژاپن اقامت دارند. حدود ۲۰٬۰۰۰ گردشگر ژاپنی بین سالهای ۲۰۰۷ و ۲۰۰۸ از پاکستان بازدید کرده و همچنان با تمرکز در سایتهای بودایی پاکستان ابراز علاقه می‌کنند. نمایندگان پاکستان در اول از طریق سفارت خود در توکیو و ژاپن از طریق سفارت خود در اسلام‌آباد نمایندگی دارند. از سال ۲۰۱۵، تجارت دو جانبه بین ژاپن و پاکستان ۱٫۹ میلیارد دلار بود.

## پس از جنگ جهانی دوم
سلطنت تازه تأسیس پاکستان از سال ۱۹۴۷ تا ۱۹۵۱ نقش مهمی در تلاش برای برداشتن اشغال ژاپن توسط متفقین و بازگرداندن حاکمیت ژاپن داشت. جان فوستر دالس وزیر خارجه ایالات متحده، پاکستان را «برج قدرت» در معاهده سانفرانسیسکو توصیف کرد، پیمانی صلح که در ۸ سپتامبر ۱۹۵۱ بین ژاپن و متفقین در سانفرانسیسکو امضا شد. برخلاف بسیاری از کشورهای آسیایی، پاکستان برای کمک به کشور دوم در ساخت اقتصاد خود از جبران جنگ ژاپن چشم پوشی کرد. پاکستان همچنین در میان اولین کشورهایی بود که پیمان صلح ژاپن را تصویب کرد.
پاکستان با صادرات عمده پنبه و جوت به ژاپن نقش اصلی را در احیای اقتصادی ژاپن پس از جنگ داشت زیرا منسوجات در واقع تنها صنعتی بود که در اشغال متفقین ادامه داشت. فرماندهی عالی نیروهای متفقین اولین مأموریت تجاری خود را به ریاست آر ایتون در ماه مه ۱۹۴۸ به پاکستان فرستاد. دو ماه بعد، ژاپن یک قرارداد تجاری با پاکستان امضا کرد، که همچنین اولین توافق‌نامه تجاری بود که ژاپن با هر کشوری پس از جنگ امضا کرد. بیشتر صادرات پاکستان با پرداخت معوق بود زیرا ژاپن از نظر ارزی کمبود داشت. در عوض پنبه و جوت، پاکستان ماشین آلات نساجی را از ژاپن وارد کرد؛ بنابراین، یک رابطه تجاری سودمند متقابل بین آنها به‌وجود آمد. بعلاوه، یک آژانس رابط تجاری ژاپن در سال ۱۹۴۸ در کراچی تأسیس شد، که پس از جنگ نیز به عنوان منبع دیپلماتیک ژاپن خدمت می‌کرد. پاکستان در سپتامبر ۱۹۴۸ اولین مأموریت تجاری خود را به سرپرستی میرزا ابوالاسفاحی به ژاپن فرستاد تا صنعت منسوجات ژاپن را به سود پاکستان بررسی کند. یکی دیگر از مأموریت‌های تجاری فرماندهی عالی نیروهای متفقین به ریاست ای‌بی بلاتچلی در فوریه ۱۹۴۹ از پاکستان دیدار کرد و دو مأموریت تجاری دیگر به ترتیب به رهبری بی. دابلیو آدامز و ای‌بی اسنل از پاکستان دیدار کردند تا برای صنعت ژاپن پنبه و جوت را مذاکره کنند. این بازدیدها زمینه را برای بسیاری از هیئت‌های تجاری دیگر به پاکستان برای تقویت تجارت و ارتقا سایر فعالیت‌های اقتصادی بین دو کشور فراهم کرد.

## دیپلماسی متقابل
قبل از برقراری روابط منظم دیپلماتیک بین پاکستان و ژاپن، دفاتر رابط تجاری در کراچی و توکیو که از سال ۱۹۴۸ فعالیت می‌کردند، تنها منابع تجارت و روابط دیپلماتیک بودند. هر دو کشور در ۱۸ آوریل ۱۹۵۲، درست ده روز پس از تصویب پیمان صلح ژاپن، مأموریت‌های دیپلماتیک منظمی را ایجاد کردند؛ بنابراین، پاکستان از سال ۱۹۴۸ تماس‌های دیپلماتیک و تجاری خود را با ژاپن برقرار کرد؛ مدتها قبل از آنکه حاکمیت ژاپن توسط نیروهای متفقین احیا شود.
به منظور رفع کمبود شدید غذا در ژاپن که پس از جنگ ایجاد شد، پاکستان در سال ۱۹۵۲ و ۱۹۵۳ با حمل تابلوی راهنما «برنج اهدا شده به امپراتور ژاپن توسط دولت پاکستان» ۶۰٬۰۰۰ تن برنج را از طریق کشتی‌های «نیشیمن» به ژاپن حمل کرد. در دهه ۱۹۵۰ احساس ملی بین دو طرف چنین بود.